# Xã Charbon, Quận McKenzie, Bắc Dakota
Xã Charbon (tiếng Anh: Charbon Township) là một xã thuộc quận McKenzie, tiểu bang Bắc Dakota, Hoa Kỳ. Năm 2010, dân số của xã này là 35 người.